# Silicium-30
Silicium-30 of 30Si is een stabiele isotoop van silicium, een metalloïde. Het is een van de drie op Aarde voorkomende isotopen van het element, naast silicium-28 (stabiel) en silicium-29 (eveneens stabiel). De abundantie op Aarde bedraagt 3,0872%.
Silicium-30 ontstaat onder meer bij het radioactief verval van aluminium-30, aluminium-31 en fosfor-30.
22Si · 23Si · 24Si · 25Si · 26Si · 27Si · 28Si · 29Si · 30Si · 31Si · 32Si · 33Si · 34Si · 35Si · 36Si · 37Si · 38Si · 39Si · 40Si · 41Si · 42Si · 43Si · 44Si · 45Si